# Commodore Max Machine
Commodore Max Machine är en kombinerad hemdator och spelkonsol från 1982 baserad på samma kretsar som senare användes i den framgångsrika hemdatorn Commodore 64. Spelkonsolen är även känd under namnet VC-10 och Ultimax. Datorn såldes bara i Japan. Den blev ingen framgång och producerades därför aldrig i betydande kvantiteter.
Mjukvara laddades från cartridge och enheten hade ett membran-tangentbord, 4 KiB RAM-minne (2 KiB tillgängligt i Basic) samt 0,5 KiB färg-RAM. Som bildskärm användes en TV. Eftersom datorn använder samma kretsar som den senare C64 gick dess cartridgear att använda på C64. Max-kompatibiliteten på C64 gjorde det möjligt så kallade "freezer"-cartridgear på C64, det vill säga hårdvara som gör det möjligt att kontrollera exekverad kod på datorn. Det var möjligt att använda en Commodore Datasette för att lagra data, men datorn saknade seriellport och användarportar, vilket omöjliggjorde inkoppling av exempelvis diskettstation, skrivare och modem.